# Уэст, Томас, 2-й барон Уэст
Томас Уэст (англ. Thomas West; 1392 — 29/30 сентября 1416) — английский аристократ, 2-й барон Уэст с 1405 года. Рыцарь Бани, участник Столетней войны.

## Биография
Томас Уэст был старшим сыном сэра Томаса Уэста, 1-го барона Уэста, и Джоан ла Варр. В возрасте 13 лет он унаследовал семейные владения и баронский титул (1405). Спустя год Томас женился на Иде де Сент-Аман, дочери Эмера де Сент-Амана, 3-го барона Сент-Амана. В 1413 году, в связи с коронацией Генриха V, Уэст был посвящён в рыцари Бани. В 1415 году он сражался при Азенкуре во главе отряда в 14 латников и 40 лучников. 
В 1416 году барон состоял в гарнизоне Кале. Комендант крепости направил его захватить генуэзскую карраку, но сэр Томас был смертельно ранен перед схваткой: он надевал доспехи, стоя на палубе корабля, когда на него упал большой камень, приготовленный на мачте для катапульты. Уэста привезли в Англию, и там он вскоре умер. Его супруга скончалась в том же году бездетной.
Наследником Томаса стал его младший брат Реджинальд.